# Thomas Gooch
Ne doit pas être confondu avec Thomas Gooch (artiste).
Pour les articles homonymes, voir Gooch.
Thomas Gooch, 2e baronnet (1674–1754) est un évêque anglais.

## Biographie
Gooch est né de Thomas Gooch de Yarmouth et fait ses études au Gonville and Caius College de Cambridge, où il entre en 1691. Il est diplômé BA en 1694 (MA 1698), BD en 1706 et DD en 1711 . Il devient aumônier de Henry Compton, évêque de Londres, et prêche lors de ses funérailles en 1713. Par la suite, il est aumônier de la reine Anne, et recteur de St Clement Eastcheap et St Martin Orgar. Il est archidiacre d'Essex de 1714 à 1737 ,.
Gooch est maître de Gonville et Caius à partir de 1716 et vice-chancelier de l'Université de Cambridge en 1717. Il devient successivement évêque de Bristol en 1737, évêque de Norwich en 1738 et évêque d'Ely en 1747. En 1751, il hérite du titre de baronnet de son frère Sir William Gooch, (1er baronnet) (en) .
Il épouse Mary Sherlock, fille de William Sherlock et ont un fils, Sir Thomas Gooch, 3e baronnet de Benacre . Il se remarie deux fois . Il meurt à Ely Place et est enterré dans la chapelle de Gonville et Caius, où il y a un monument à sa mémoire sur le mur sud ,.